# Humanisterna
Humanisterna est la plus grande organisation humaniste / rationaliste de Suède avec plus de 5 300 membres. C'est une organisation membre de l'Union internationale humaniste et éthique. 
La SHA travaille pour promouvoir les valeurs de vie laïque fondée sur la raison, la compassion et la responsabilité. Ses objectifs incluent la possibilité de vivre dans une société complètement laïque, exempte d'oppression religieuse, de discrimination et d'autres violations des Droits de l'homme. La SHA promeut également la science en tant que méthode principale pour trouver des réponses aux questions empiriques, en s'opposant fermement par exemple à la pseudoscience. 

## Organisation et histoire
L'organisation a été fondée en 1979 et s'appelait alors Human-Etiska Förbundet ("Association humaniste-éthique"). Le nom a été changé en Humanisterna en 1999. 
Anna Bergström est présidente de l'organisation depuis avril 2018.

## Prix Ingemar Hedenius
Ce prix annuel commémore le philosophe suédois Ingemar Hedenius, dont les points de vue - exprimés dans son livre Tro och vetande ("Croyance et connaissance") - ont été à l'origine du débat culturel qui a finalement conduit à la séparation de l'Église et de l'État suédois. Son but est de reconnaître et de soutenir les personnes qui ont travaillé, comme Hedenius, dans une attitude humaniste, promouvant le rationalisme et la pensée critique. Le prix a été fondé en 2000. 

### Lauréats précédents
- 2018 : Niklas Orrenius
- 2017 : Shamina Aktar
- 2016 : RFSL Newcomers
- 2015 : Ulf Danielsson
- 2014 : Taslima Nasrin
- 2013 : Sara Mohammad
- 2012 : Nyamko Sabuni
- 2011 : Gunnar Göthberg
- 2010 : Staffan Bergström
- 2009 : Elisabeth Ohlson Wallin
- 2008 : Per Kornhall
- 2007 : P. C. Jersild
- 2006 : Björn Ulvaeus
- 2005 : Lena Andersson
- 2004 : Barbro Westerholm
- 2003 : Hans Alfredson
- 2002 : Georg Klein
- 2001 : Sholeh Irani
- 2000 : Dan Larhammar